# Hans Hüneke
Hans Hüneke   (Schwalenberg, 12 de gener de 1934 - Dernbach, 14 d'agost de 2015) fou un atleta alemany, especialista en curses de mig fons i fons, que va competir durant les dècades de 1950 i 1960.
El 1960 va prendre part en els Jocs Olímpics d'Estiu de Roma, on va disputar la cursa dels 3.000 metres obstacles del programa d'atletisme.
En el seu palmarès destaca una medalla de bronze en els 3.000 metres obstacles del Campionat d'Europa d'atletisme de 1958, rere Jerzy Chromik i Semyon Rzhishchin. A nivell nacional va guanyar el campionat d'Alemanya Occidental dels 3.000 metres obstacles el 1959 i dels 3x1.000 metres el 1958. També destacà en proves de camp a través, on guanyà el campionat nacional individual de 1965 i per equips el 1956, 1962 i 1964. El 1958 va establir el rècord alemany dels 3.000 metres obstacles amb un temps de 8' 37.4".

## Millors marques
- 3.000 metres obstacles. 8' 37.4" (1958)[6][7]